# Курчатов (Курська область)
Курчатов — місто з 1983 року у Росії, є самостійним муніципальним утворенням (міським округом) у складі Курської області, адміністративний центр Курчатовського району. Населення 39 167 людей (станом на 2024 рік). Місто розташоване поблизу річки Сейм на березі Курського водосховища, за 37 км від Курська. Місто засноване в 1968 у зв'язку з будівництвом Курської АЕС. Назване на честь фізика Ігоря Курчатова. Курчатов — єдиний в Курській області населений пункт, де народжуваність перевищує смертність. Місто складається з 6 мікрорайонів.

## Історія
29 вересня 1966 року — вийшла постанова Ради Міністрів СРСР про початок будівництва Курської АЕС. А вже навесні 1968 року прибув перший загін будівельників, яких розселили тимчасово у пересувних вагончиках на станції Лукашівка, у приватних будинках місцевих жителів. Швидкими темпами почалося будівництво житлового селища з ПДУ (пересувних будинків/домів-універсалів) на 1200 осіб та КАЕС. Спочатку житлове селище Курської АЕС розраховується на 18 тис. чоловік.
22 грудня 1971 — указом Президії Верховної Ради РРФСР робочому селищу було присвоєно найменування — селище Курчатов. У січні 1972 року спеціальною постановою секретаріату ЦК ВЛКСМ будівництво Курської АЕС оголошено Всесоюзним ударним комсомольським будівництвом. Указом президії Верховної ради РРФСР № 5-91/3 від 25 квітня 1983 року — районне селище Курчатов було перетворено на місто обласного підпорядкування, зберігши колишню назву.
11 серпня 2024 року влада Росії почала будувати лінію оборони біля міста. Укріплення розташовані приблизно за 15 кілометрів від Курської атомної електростанції вздовж автодороги 38К-010 "Крим" – Іваніне. Супутникові знімки компанії Planet Labs це підтверджують. І схоже, зводять їх поспіхом. Буквально кілька днів тому їх ще не було.

## Соціальна сфера
У місті є 7 освітніх установ:
- МОУ Гімназія № 1;
- МОУ Гімназія № 2;
- МОУ Ліцей № 3;
- МОУ ЗОШ № 4;
- МОУ ЗОШ № 5;
- МОУ ЗОШ № 6;
- МУ УДОУ.

В місті знаходяться 2 великі культурні центри:
- МЦ «Комсомолець»;
- Палац культури.

## Економіка
Найбільше підприємство міста — Курська АЕС, філія концерну «Росенергоатом». Енергетичне підприємство сумарною встановленою потужністю 4000 МВт, складається з чотирьох діючих енергоблоків по 1000 МВт кожен. Курська АЕС займає 90 % у загальному обсязі промислового виробництва в місті.
Підприємства міста:
- Флюорито-збагачувальна фабрика (працює на сировині Караджальського родовища флюоритової руди)[4]
- «Курскатоменергоремонт», філія ВАТ «Атоменергоремонт»;
- ЗАТ «Енерготекс»;
- ВАТ «Курчатовський хлібокомбінат»;
- ВАТ «Агропромисловий комплекс Курської АЕС»;
- ВАТ «Фірма Енергозащіта», філія «Курскенергозащіта»;
- ТОВ «Макаронна фабрика „амеро“»;
- ТОВ «Курчатовський БМУ»;
- ТОВ «Спецатоменергомонтаж»;
- Курське монтажне управління, філія ВАТ «Е-4 Центроенергомонтаж»;
- Курчатовському монтажне управління, філія ВАТ «Е-4 Центроенергомонтаж»;
- Курчатовському управління ВАТ «Електроцентромонтаж»;
- Курчатовський завод «Вектор», філія ВАТ «Електроцентромонтаж»;
- ТОВ «Курскатоменергомонтаж»;
- ВАТ «Курчатовавтотранс»;
- МУП «Міськелектромережі»;
- МУП «Міськтепломережі»;
- МУП «Водоканал»;
- МУП «Єдиний інформаційний розрахунково-касовий центр»;
- МУП «Ритуальні послуги»;
- МУП «Міська лазня»;
- МУП «РИТМ»;
- МУП «Торгова компанія Курчатов»;
- МУП «Аварійно-диспетчерська служба»;
- Муніципальне казенне підприємство «Благоустрій».

## Транспорт

### Залізничне сполучення
Через Курчатов проходить двоколійна неелектрифікована лінія Курськ — Льгов відділення Московської залізниці. У межах міста розташовані дві залізничні платформи:
- Курчатов — основна зупинна платформа міста, на ній роблять зупинку поїзда далекого прямування та приміські поїзди. До платформи примикає автостанція, у якій також знаходяться залізничні каси.
- 428 км (Успенка) — зупинна платформа, використовується для приміського залізничного сполучення.

### Автобусне сполучення
Головним маршрутом в місті є «Курчатов — Курськ», який обслуговується автобусами БВ й приватними автобусами ОМВ. Так само транзитом проходить маршрут «Курськ — Рильськ». Курчатовський автобуси обслуговують приміські маршрути.